# Sezina
Sezina je malá říčka tekoucí v okresech Opava, Ostrava-město a Nový Jičín v Moravskoslezském kraji. Je to levostranný a celkově největší přítok říčky Bílovky. Délka jejího toku činí 20,2 km. Plocha povodí měří 73,9 km².

## Průběh toku
Sezina pramení západně od Pusté Polomi v nadmořské výšce okolo 450 m. Na horním toku teče převážně jihovýchodním směrem. Pod Pustou Polomí, jejímž okrajem potok protéká, vtéká do hlubšího lesnatého údolí, v němž jihozápadně od Kyjovic přijímá zprava potok Setinu. V místě ústí je Setina delší a má i větší plochu povodí než samotná Sezina. Odtud potok proudí jihovýchodním směrem ke Zbyslavicím, pod nimiž se obrací více na jih k Bravanticím, kterými protéká. Jižně od Bravantic je po estakádě přes údolí Seziny vedena dálnice D1. O několik desítek metrů níže od přemostění posiluje Sezinu zprava potok Jamník. Po dalších zhruba 300 metrech v nadmořské výšce 234 m se Sezina vlévá zleva do říčky Bílovky.

### Větší přítoky
- pravé – Setina, Jamník

## Vodní režim
Průměrný průtok Seziny u ústí činí 0,38 m³/s.

## Mlýny
- Bítovský mlýn – Bítov čp. 27, okres Nový Jičín, kulturní památka, zanikl